# 工人力量 (英国)
工人力量（英語：Workers' Power）是英国的一个托洛茨基主义组织。该组织成立于1974年，分裂自国际社会主义者。2015年9月，该组织解散，并呼吁所有社会主义者加入工党。加入工党的工人力量前成员在工党内部组成“红旗纲领”派系，该派系自我定位为“活动在工党内部的革命社会主义倡议”。2021年8月，该组织重建。该组织的政治立场是极左翼。该组织实行集体领导。该组织的总部位于伦敦。该组织是争取第五国际联盟最重要的成员。